# لی دا هه
لی دا-هه (کره‌ای: 이다해; هانجا: 李多海؛ زادهٔ بیون دا-هه در ۱۹ آوریل ۱۹۸۴) بازیگر کره‌ای استرالیایی است. او بیشتر به خاطر ایفای نقش در سریال‌های کره‌ای دختر من (۲۰۰۵)، شکارچیان برده (۲۰۱۰) و پادشاه هتل (۲۰۱۴) و همچنین سریال‌های چینی در واقع عشق (۲۰۱۲) و بهترین زوج (۲۰۱۶) شناخته می‌شود.

## فیلم‌شناسی
- پری نیلوفرآبی(۲۰۰۴)
- رز سبز(۲۰۰۵)
- دختر من(۲۰۰۵)
- سلام بانو من(۲۰۰۷)
- سارقان(۲۰۰۸)
- شرق بهشت(۲۰۰۸)
- شکارچی برده(۲۰۱۰)
- خانم ریپلی(۲۰۱۱)
- آیریس فصل۲(۲۰۱۳)
- پادشاه هتل(۲۰۱۴)
- بهترین عاشق(۲۰۱۶چینی)
- جادوگر خوب(۲۰۱۸)